# Винкранж
Винкранж (люкс. Wëntger, фр. Wincrange, нем. Wintger) — коммуна в Люксембурге, располагается в округе Дикирх. Коммуна Винкранж является частью кантона Клерво. В коммуне находится одноимённый населённый пункт.
Население составляет 3660 человек (на 2008 год), в коммуне располагаются 1296 домашних хозяйств. Занимает площадь 113,36 км² (1 место среди 105 коммун). Наивысшая точка коммуны над уровнем моря составляет 528 м. (12 место среди 105 коммун), наименьшая 350 м.

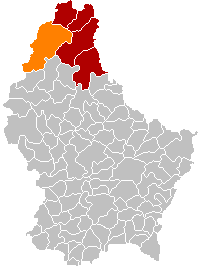
Оранжевый цвет — коммуна Винкранж, красный — кантон Клерво.